# Singoli al numero uno nella Billboard Streaming Songs nel 2022
Di seguito è proposta la lista dei singoli al numero uno nella Billboard Streaming Songs nel 2022.
La classifica delle Streaming Songs è redatta settimanalmente da Billboard e indica le canzoni più ascoltate nelle radio online, in on-demand e video sui più importanti servizi di streaming musicale statunitensi. I dati sono raccolti dalla Nielsen Broadcast Data Systems.

## Streaming Songs
| † | La canzone con le migliori prestazioni del 2022, Heat Waves dei Glass Animals, non ha mai raggiunto la prima posizione della Streaming Songs. |

| Data         | Brano                           | Artista | Streaming (in milioni) | Totale settimane al numero uno | Fonti  |
| ------------ | ------------------------------- | --- | ---------------------- | ------------------------------ | ------ |
| 1º gennaio   | All I Want for Christmas Is You | Mariah Carey                                                                                                  | 47,5                   | 22                             | [ 5 ]  |
| 8 gennaio    | All I Want for Christmas Is You | Mariah Carey                                                                                                  | 35,4                   | 22                             | [ 6 ]  |
| 15 gennaio   | We Don't Talk About Bruno       | Adassa, Stephanie Beatriz, Mauro Castillo, Rhenzy Feliz, Carolina Gaitán, Diane Guerrero e il cast di Encanto | 25,2                   | 13                             | [ 7 ]  |
| 22 gennaio   | We Don't Talk About Bruno       | Adassa, Stephanie Beatriz, Mauro Castillo, Rhenzy Feliz, Carolina Gaitán, Diane Guerrero e il cast di Encanto | 29                     | 13                             | [ 8 ]  |
| 29 gennaio   | We Don't Talk About Bruno       | Adassa, Stephanie Beatriz, Mauro Castillo, Rhenzy Feliz, Carolina Gaitán, Diane Guerrero e il cast di Encanto | 32,4                   | 13                             | [ 9 ]  |
| 5 febbraio   | We Don't Talk About Bruno       | Adassa, Stephanie Beatriz, Mauro Castillo, Rhenzy Feliz, Carolina Gaitán, Diane Guerrero e il cast di Encanto | 34,9                   | 13                             | [ 10 ] |
| 12 febbraio  | We Don't Talk About Bruno       | Adassa, Stephanie Beatriz, Mauro Castillo, Rhenzy Feliz, Carolina Gaitán, Diane Guerrero e il cast di Encanto | 37,6                   | 13                             | [ 11 ] |
| 19 febbraio  | We Don't Talk About Bruno       | Adassa, Stephanie Beatriz, Mauro Castillo, Rhenzy Feliz, Carolina Gaitán, Diane Guerrero e il cast di Encanto | 35,6                   | 13                             | [ 12 ] |
| 26 febbraio  | We Don't Talk About Bruno       | Adassa, Stephanie Beatriz, Mauro Castillo, Rhenzy Feliz, Carolina Gaitán, Diane Guerrero e il cast di Encanto | 32,2                   | 13                             | [ 13 ] |
| 5 marzo      | We Don't Talk About Bruno       | Adassa, Stephanie Beatriz, Mauro Castillo, Rhenzy Feliz, Carolina Gaitán, Diane Guerrero e il cast di Encanto | 29,9                   | 13                             | [ 14 ] |
| 12 marzo     | We Don't Talk About Bruno       | Adassa, Stephanie Beatriz, Mauro Castillo, Rhenzy Feliz, Carolina Gaitán, Diane Guerrero e il cast di Encanto | 26,3                   | 13                             | [ 15 ] |
| 19 marzo     | We Don't Talk About Bruno       | Adassa, Stephanie Beatriz, Mauro Castillo, Rhenzy Feliz, Carolina Gaitán, Diane Guerrero e il cast di Encanto | 24,9                   | 13                             | [ 16 ] |
| 26 marzo     | We Don't Talk About Bruno       | Adassa, Stephanie Beatriz, Mauro Castillo, Rhenzy Feliz, Carolina Gaitán, Diane Guerrero e il cast di Encanto | 22,2                   | 13                             | [ 17 ] |
| 2 aprile     | We Don't Talk About Bruno       | Adassa, Stephanie Beatriz, Mauro Castillo, Rhenzy Feliz, Carolina Gaitán, Diane Guerrero e il cast di Encanto | 19,3                   | 13                             | [ 18 ] |
| 9 aprile     | We Don't Talk About Bruno       | Adassa, Stephanie Beatriz, Mauro Castillo, Rhenzy Feliz, Carolina Gaitán, Diane Guerrero e il cast di Encanto | 18,6                   | 13                             | [ 19 ] |
| 16 aprile    | As It Was                       | Harry Styles                                                                                                  | 43,8                   | 2                              | [ 20 ] |
| 23 aprile    | First Class                     | Jack Harlow                                                                                                   | 54,6                   | 3                              | [ 21 ] |
| 30 aprile    | First Class                     | Jack Harlow                                                                                                   | 34,6                   | 3                              | [ 22 ] |
| 7 maggio     | First Class                     | Jack Harlow                                                                                                   | 29,1                   | 3                              | [ 23 ] |
| 14 maggio    | Wait for U                      | Future feat. Drake e Tems                                                                                     | 40,2                   | 4                              | [ 24 ] |
| 21 maggio    | Wait for U                      | Future feat. Drake e Tems                                                                                     | 31,5                   | 4                              | [ 25 ] |
| 28 maggio    | N95                             | Kendrick Lamar                                                                                                | 37,2                   | 1                              | [ 26 ] |
| 4 giugno     | As It Was                       | Harry Styles                                                                                                  | 35,6                   | 2                              | [ 27 ] |
| 11 giugno    | Wait for U                      | Future feat. Drake e Tems                                                                                     | 31,5                   | 4                              | [ 28 ] |
| 18 giugno    | Running Up That Hill            | Kate Bush | 29                     | 3                              | [ 29 ] |
| 25 giugno    | Wait for U                      | Future feat. Drake e Tems                                                                                     | 28,5                   | 4                              | [ 30 ] |
| 2 luglio     | Jimmy Cooks                     | Drake feat. 21 Savage                                                                                         | 42,2                   | 2                              | [ 31 ] |
| 9 luglio     | Jimmy Cooks                     | Drake feat. 21 Savage                                                                                         | 24,7                   | 2                              | [ 32 ] |
| 16 luglio    | Running Up That Hill            | Kate Bush | 22,3                   | 3                              | [ 33 ] |
| 23 luglio    | Running Up That Hill            | Kate Bush | 21,5                   | 3                              | [ 34 ] |
| 30 luglio    | Me Porto Bonito                 | Bad Bunny & Chencho Corleone                                                                                  | 21,1                   | 2                              | [ 35 ] |
| 6 agosto     | Me Porto Bonito                 | Bad Bunny & Chencho Corleone                                                                                  | 19,7                   | 2                              | [ 36 ] |
| 13 agosto    | Bad Habit                       | Steve Lacy | 20                     | 5                              | [ 37 ] |
| 20 agosto    | Staying Alive                   | DJ Khaled feat. Drake e Lil Baby                                                                              | 23,5                   | 1                              | [ 38 ] |
| 27 agosto    | Super Freaky Girl               | Nicki Minaj                                                                                                   | 21,1                   | 2                              | [ 39 ] |
| 3 settembre  | Bad Habit                       | Steve Lacy | 20,8                   | 5                              | [ 40 ] |
| 10 settembre | Bad Habit                       | Steve Lacy | 20,3                   | 5                              | [ 41 ] |
| 17 settembre | Bad Habit                       | Steve Lacy | 20                     | 5                              | [ 42 ] |
| 24 settembre | Super Freaky Girl               | Nicki Minaj                                                                                                   | 19,8                   | 2                              | [ 43 ] |
| 1º ottobre   | Bad Habit                       | Steve Lacy | 19,6                   | 5                              | [ 44 ] |
| 8 ottobre    | Unholy                          | Sam Smith & Kim Petras                                                                                        | 23,2                   | 4                              | [ 45 ] |
| 15 ottobre   | Unholy                          | Sam Smith & Kim Petras                                                                                        | 23,8                   | 4                              | [ 46 ] |
| 22 ottobre   | Unholy                          | Sam Smith & Kim Petras                                                                                        | 23,2                   | 4                              | [ 47 ] |
| 29 ottobre   | Unholy                          | Sam Smith & Kim Petras                                                                                        | 25,3                   | 4                              | [ 48 ] |
| 5 novembre   | Anti-Hero                       | Taylor Swift                                                                                                  | 59,7                   | 2                              | [ 49 ] |
| 12 novembre  | Anti-Hero                       | Taylor Swift                                                                                                  | 35,6                   | 2                              | [ 50 ] |
| 19 novembre  | Rich Flex                       | Drake & 21 Savage                                                                                             | 58,9                   | 3                              | [ 51 ] |
| 26 novembre  | Rich Flex                       | Drake & 21 Savage                                                                                             | 36,1                   | 3                              | [ 52 ] |
| 3 dicembre   | Rich Flex                       | Drake & 21 Savage                                                                                             | 30,9                   | 3                              | [ 53 ] |
| 10 dicembre  | All I Want for Christmas Is You | Mariah Carey                                                                                                  | 30,3                   | 22                             | [ 54 ] |
| 17 dicembre  | All I Want for Christmas Is You | Mariah Carey                                                                                                  | 36,2                   | 22                             | [ 55 ] |
| 24 dicembre  | Kill Bill                       | SZA | 36,9                   | 4                              | [ 56 ] |
| 31 dicembre  | All I Want for Christmas Is You | Mariah Carey                                                                                                  | 48,7                   | 22                             | [ 57 ] |

Note:
1. 1 2 3  Ha raggiunto il numero uno anche nel 2019, nel 2020, nel 2021, nel 2024 e nel 2025.
2. ↑  Ha raggiunto il numero uno anche nel 2023.